# Comuna Davidești, Argeș
Davidești este o comună în județul Argeș, Muntenia, România, formată din satele Conțești, Davidești (reședința) și Voroveni.

## Așezare
Comuna se află în estul județului, pe malurile râului Argeșel. Este străbătută de șoseaua națională DN73D, care o leagă spre sud-vest de Mioveni și Mărăcineni (unde se termină în DN73) și spre nord de Vulturești, Hârtiești, Boteni, Mioarele și Valea Mare-Pravăț (unde se termină în DN72A).
Davideștiul se învecinează la nord cu satele Bârzești și Huluba din comuna Hârtiești, la est cu comunele Boțești și Beleți-Negrești, la sud cu satul Racovița care aparține de orașul Mioveni iar la vest cu satele Valea Stânii, Țițești și Valea Mănăstirii din comuna Țițești iar cu comuna Stâlpeni spre nord-vest. Comuna se găsește pe paralela de 450 latitudine nordică, la distanța de 24 km de reședința județului, Pitești, la 9 km de gara Clucereasa care aparține de orașul Mioveni și la 43 km de orașul Câmpulung.
Ca întindere și ca număr de locuitori se încadrează în rândul comunelor de mijloc ale județului.

## Condiții naturale

### Relieful
Întreg teritoriul comunei Davidești care se desfășoară pe o lungime de 12 km este deluros, străbătut de râul Argeșel.
Inițial, vetrele celor 3 sate au apărut pe malul stâng al său pentru a fi la adăpost de revărsări și inundații. Satele Voroveni și Conțești au rămas pe această parte, doar  vatra satului Davidești este astăzi pe malul drept al râului.
Înălțimea cea mai mare pe care o ating dealurile în comuna Davidești este de  554 m în Dealul Păunilor din satul  Voroveni.

### Solul și subsolul
Nisipurile și pietrișurile din Lunca Argeșelului au fost utilizate în carieră la Conțești, pentru stația de betoane de la Clucereasa. Argila a fost folosită și ea pentru construcția locuințelor, inițial la bordeiele din nuiele, iar ulterior arsă  pentru obținerea cărămizii. Pe de altă parte, argilele și marnele conduc la formarea pânzelor de apă subterană ce contribuie la asigurarea necesarului de apă potabilă pentru sate. Solurile le-au dat posibilitatea sătenilor să cultive atât  pomi fructiferi cât și cereale, cartofi și trifoi. 

### Clima
Valea Argeșelului, datorită orientării nord-sud, este protejată atât față de crivățul din est cât  și de vânturile care bat din vest. Climatul  este moderat termic, temperatura medie anuală fiind de 90C, iar precipitațiile atmosferice de 700 mm. Davideștiul  a avut un punct pentru observații meteorologice organizat de învățătorul Constantin Pârvu până în anul 1989, ulterior condus de profesoara Aurelia Pârvulescu.

### Hidrografia
Argeșelul, cu  o lungime de doar 76 km izvorăște din munții Păpușa, străbate Subcarpații Getici, apoi dealurile de podiș  și se varsă în Râul Târgului, la Piscani, sat din comuna Dârmănești. Nivelul Argeșelului era mai mare până în anul 1950 când au dispărut morile de apă care aveau atât lacuri prin stăvilare cât și iazuri pentru golirea lor. După acest an, debitul râului mai are creșteri doar primăvara și vara. Fauna piscicolă este din această cauză și ea în scădere. Argeșelul avea și bălți, bogate în pește și raci, dar nivelul a scăzut și fauna a avut și ea de suferit. Lacul lui Bârcă de la Conțești avea  o lungime de 120 m și o lățime de 8 m iar adâncimea nu era cunoscută, ceea ce i-a adus supranumele de lac fără fund. Actualmente este colmatat.

### Vegetația și fauna
Pădurea specifică dealurilor de podiș  cuprinde specii de tei, carpen, frasin, jugastru, plop, alun și corn la care s-au adăugat  plantații de pini pe versantul stâng al Văii Argeșelului la Conțești și de salcie în luncă. Luncile mai adăpostesc arini, plopi și răchită. Dealurile sunt acoperite cu fânețe naturale, alcătuite din specii ierboase printre care  iarba vântului,  trifoi sălbatic, laptele câinelui, coada șoricelului, păpădia și mușețelul.
Fauna este reprezentată prin mistreț, căprior, vulpe, viezure, lup, iepure, veveriță, dihor și arici, iar dintre păsări: ciocănitoarea, gaița, porumbeii sălbatici, turtureaua, guguștiucul, cucul, pupăza, graurul, mierla, uliul, eretele, vrabia, pițigoiul, rândunica, barza, coțofana, cioara, cucuveaua și bufnița. Poluarea apelor cu insecticide și îngrășăminte chimice a condus la împuținarea faunei piscicole. Speciile de pești care se mai găsesc în apele Argeșelului sunt: cleanul, mreana, nisiparnița, țiparul, racul și broasca țestoasă.

## Demografie
Componența etnică a comunei Davidești
     Români (63,59%)
     Romi (31,99%)
     Alte etnii (0%)
     Necunoscută (4,42%)
Componența confesională a comunei Davidești
     Ortodocși (93,6%)
     Alte religii (1,49%)
     Necunoscută (4,92%)
Conform recensământului efectuat în 2021, populația comunei Davidești se ridică la 3.029 de locuitori, în scădere față de recensământul anterior din 2011, când fuseseră înregistrați 3.111 locuitori. Majoritatea locuitorilor sunt români (63,59%), cu o minoritate de romi (31,99%), iar pentru 4,42% nu se cunoaște apartenența etnică. Din punct de vedere confesional, majoritatea locuitorilor sunt ortodocși (93,6%), iar pentru 4,92% nu se cunoaște apartenența confesională.

## Politică și administrație
Comuna Davidești este administrată de un primar și un consiliu local compus din 13 consilieri. Primarul, Constantin Alin Văduva[*], de la Partidul Social Democrat, este în funcție din octombrie 2020. Începând cu alegerile locale din 2024, consiliul local are următoarea componență pe partide politice:
|  | Partid                          | Consilieri | Componența Consiliului | Componența Consiliului | Componența Consiliului | Componența Consiliului | Componența Consiliului | Componența Consiliului | Componența Consiliului | Componența Consiliului |
|  | ------------------------------- | ---------- | ---------------------- | ---------------------- | ---------------------- | ---------------------- | ---------------------- | ---------------------- | ---------------------- | ---------------------- |
|  | Partidul Social Democrat        | 8          |                        |                        |                        |                        |                        |                        |                        |                        |
|  | Alianța Dreapta Unită           | 2          |                        |                        |                        |                        |                        |                        |                        |                        |
|  | Partidul Național Liberal       | 2          |                        |                        |                        |                        |                        |                        |                        |                        |
|  | Alianța pentru Unirea Românilor | 1          |                        |                        |                        |                        |                        |                        |                        |                        |

## Istorie
La sfârșitul secolului al XIX-lea, comuna făcea parte din plasa Argeșelul a județului Muscel și era formată numai din satul de reședință, cu 810 locuitori ce trăiau în 193 de case. În comună existau două biserici (una din 1874 și una din 1771, reparată la 1832) și o școală din timpul lui Alexandru Ghica, cu 67 de elevi (dintre care 17 fete). La acea vreme, pe teritoriul actual al comunei mai funcționau în aceeași plasă și comunele Conțești și Voroveni. Comuna Conțești, alcătuită din satele Conțeștii de Jos și Conțeștii de Sus, avea 717 locuitori ce trăiau în 160 de case și în ea existau două mori pe Argeșel, o biserică și o școală cu 57 de elevi (dintre care 19 fete), în vreme ce principalii proprietari de pământ erau St. Periețeanu-Buzău și Sache Nicolau. Comuna Voroveni avea 725 de locuitori în satele Gura Ulbei, Rădulești și Voroveni, avea o biserică și o școală, iar principalii proprietari se numeau Fărcășanu și Stănescu.
Anuarul Socec din 1925 consemnează desființarea comunelor Conțești și Voroveni, satele primeia trecând la comuna Davidești, iar ale celei de a doua la comuna Bârzești. Astfel, comuna Davidești făcea parte din plasa Golești a aceluiași județ și avea 1750 de locuitori în satele Conțeștii de Jos, Conțeștii de Sus, Corobești și Davidești.
În 1950, comuna a fost transferată raionului Pitești din regiunea Argeș. În 1968, ea a trecut la județul Argeș, în alcătuirea actuală.

## Monumente istorice

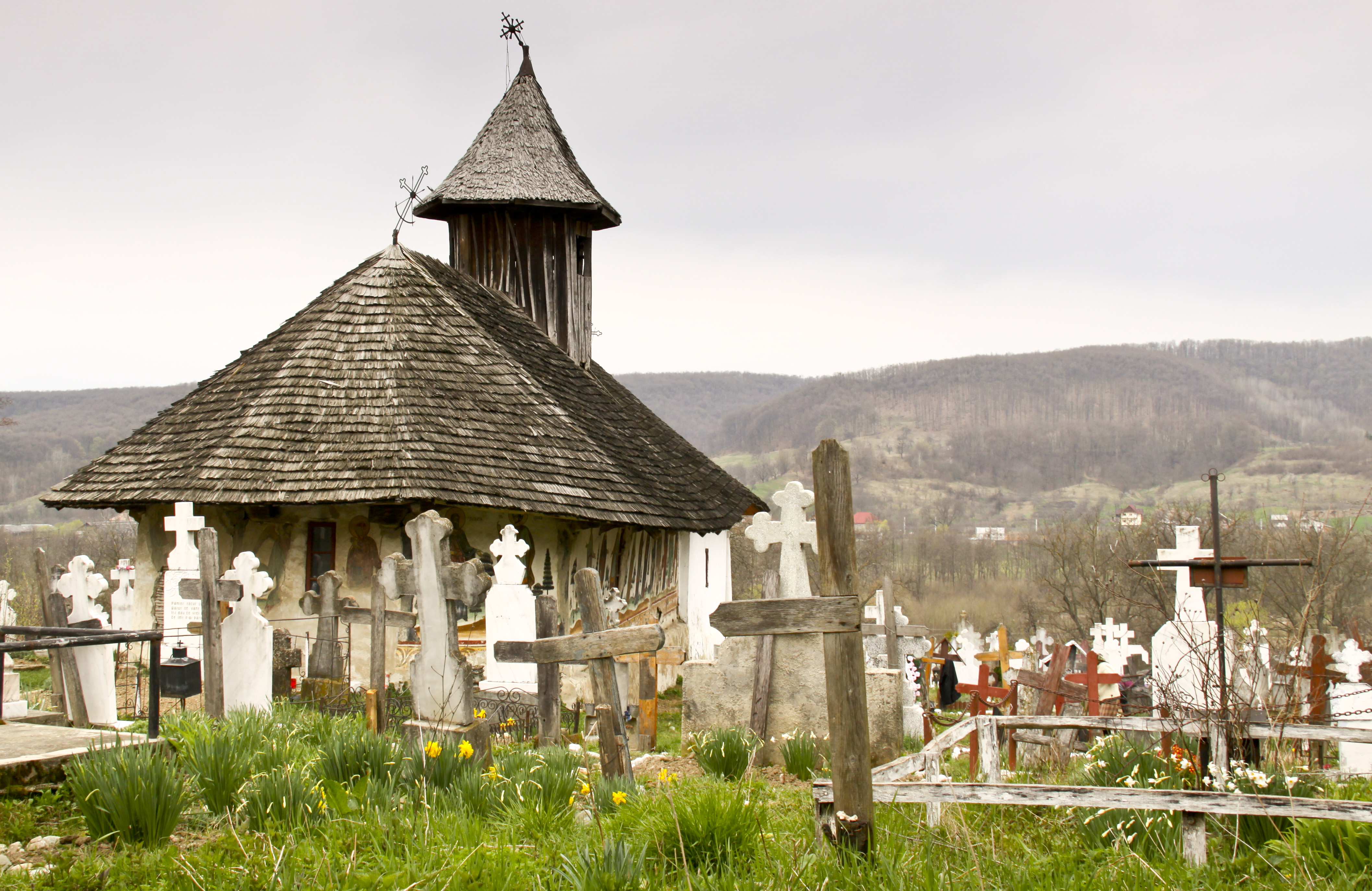
Biserica de lemn „Adormirea Maicii Domnului” din Voroveni, monument istoric

Cinci obiective din comuna Davidești sunt incluse în lista monumentelor istorice din județul Argeș ca monumente de interes local, toate clasificate ca monumente de arhitectură: ansamblul conacului Periețeanu (1869, refăcut în 1939) din Conțești, alcătuit din conacul propriu-zis, anexe și zidul de incintă; casa cu prăvălie Mircea Victor; casa Ion Matei (ambele de la începutul secolului al XX-lea); biserica „Înălțarea Domnului” (1794), ultimele trei din Davidești; și biserica de lemn „Adormirea Maicii Domnului” (1846) din satul Voroveni.

## Monumente ale eroilor
Țăranii din comuna Davidești care au  luptat în Războiul  de Independență (1877-1878) au făcut parte din compania a -VIII-a  cu reședința la Bârzești inclusă în batalionul 2 Muscel. Comandant al Batalionului 2 Muscel a fost maiorul Dimitrie Giurescu care a căzut eroic la Rahova. Acest batalion a mai luat parte la luptele de la Lom-Palanca, Vidin și Smârdan pe care le-au cucerit. 
În primul război mondial, cei mai mulți dintre eroii acestor sate au făcut parte din regimentele 30 și 70 infanterie cu sediul la Câmpulung. Regimentul 70 infanterie a fost adus în sectorul cel mai jertfelnic al frontului, la Pravăț și la Mateiaș. 
Monumentul  eroilor de la Davidești a fost  construit cu fonduri din  surse locale și mai ales de la populație în anul  1928.
În amintirea consătenilor uciși în cel de-al doilea război mondial, sătenii din  Conțești au ridicat prin contribuție proprie un monument în satul lor în  anul 1948. 

## Momente din trecut

### Perioada străveche
În ciuda atestării documentare din secolul al XVI-lea, zona Davideștiului a fost locuită încă din comuna primitivă și anume perioada neolitică aparținând epocii de piatră, așa cum s-a dovedit prin descoperirea unui ciocan găurit neolitic din piatră, pe valea Hulubei. La Davidești și Conțești s-au descoperit tumuli funerari (movile din pământ sau piatră ridicate deasupra unui mormânt pentru protecție) din epoca metalelor și anume cea a bronzului, aparținând de asemenea comunei primitive.
Continuarea vieții în această zonă este argumentată prin urmele materiale dacice din fier găsite pe lângă lacul lui Bârcă și dealul Măghiran: vârfuri de săgeți, de lănci, topor și cuțite de luptă.
La Conțești au fost descoperite urme materiale străvechi celtice ceea ce dovedește prezența unei așezări cu funcții militare necesare pentru paza drumului ce se continua peste Carpați spre pasul Rucăr-Bran.

### Obștea sătească
Organizarea satelor sub forma de proprietate colectivă (obștească) pe teritoriul actualei Românii datează din timpul geto-dacilor, iar cea mai veche relatare despre acest subiect aparține poetului Horațiu.
Dominația romană a întărit această formă de organizare a obștilor geto-dacice, ca și ulterior, perioada feudală.  Limba română utilizează încă cuvinte ce erau și atunci folosite  în documente care făceau referire la obște: moș, jude, vatră, bătrân, gintă, de origine geto-dacică și latină.
Obștea Davidești a rezistat într-o mică măsură cu stăpânire devălmașă egalitară până în zilele noastre, în timp ce satele devălmașe Conțești și Voroveni au fost aservite, ajungând ulterior în stăpânirea unor feudali. Abia în secolul al -XIX- lea, în urma legii agrare din anul 1864, clăcașii au fost împroprietăriți, un exemplu fiind 77 de familii din Voroveni care au primit 500 de pogoane de pământ și izlaz ce aparținuseră lui Radu Fărcășanu.
Dorința de stăpânire asupra pământului, cea mai importantă formă de proprietate, a condus la multe manifestări între persoane dar și între clasele sociale. 
Inițial, satele au fost libere, atât pământurile, cât și pădurile, pășunile și apele fiind stăpânite în  devălmășie absolută. A urmat devălmășia egalitară la Davidești, adică fiecare membru al obștii stăpânea în mod egal pădurea, pășunea și izlazul, celelalte feluri de  terenuri fiind în proprietate inegalitară, apoi stăpânirea inegalitară pentru toată proprietatea agrară, datorată apariției inechităților sociale la Conțești și Voroveni, iar mai târziu și la Davidești.
Obștea  exercita asupra pământului dreptul de preempțiune astfel încât nu se vindea nimic, decât în interiorul ei.
Pe parcursul secolelor, modificările care au avut loc în structura socio-economică a societății printre care diferențierea  între țărani, lupta feudalilor de a acapara părți din pământul stăpânit inițial de întreaga obște, concomitent cu sărăcirea, folosirea de acte false, abuzurile săvârșite de autorități, au condus la destrămarea obștilor așa cum s-a întâmplat cu satele Conțești și Voroveni  care după secolul al-XVI-lea, au fost ulterior aservite total, devenind sate de clăcași, așa cum se arată în catagrafia din anul 1838.
Modalitățile de cotropire au fost: utilizarea de zapise false, mari cheltuieli făcute la judecata ispravnicilor sau la Înaltul divan unde exista posibilitatea ca hotărârea să nu fie cea corectă, refuzul creditorului pentru ca debitorul să-și răscumpere pământul pus zălog, donațiile făcute din pământul obștesc, birurile din ce în ce mai împovărătoare.
Nemulțumiți ca urmare a nedreptăților, clăcașii semnau jalbe colective iar uneori fugeau din sat. Exista și posibilitatea de a-și răscumpăra libertatea contra unor sume mari de bani.

### Atestări documentare

#### Voroveni
Cea mai veche atestare documentară  a satelor care alcătuiesc comuna Davidești este cea a Voroveniului. Neagoe Basarab, domnul Țării Românești, a semnat un hrisov domnesc la 23 iulie 1512, prin care a dăruit mănăstirii Cutlumuz de la muntele Athos mai multe sate, Șerb ot Voroveni fiind unul dintre martori.
Un alt document domnesc este datat 15 iulie 1572 și consfințește, prin voia lui Mircea Voievod, proprietatea mai multor suprafețe de teren  în Voroveni lui Urs cu fiii săi și  lui popa Stanciu. 
În secolul următor, două zapise din anul 1673, unul prin care Radu, nepotul Vlaicului din Voroveni și Teodosie, călugăr, și-au vândut  părțile lor din moșia Vorovenii de Jos iar cel de-al doilea  prin care Nedelcu și frații săi, vând partea lor de moșie din Voroveni către Stoica vel pitar, contribuie la dovada faptului că satul și-a continuat existența sub denumirea actuală.
În secolul al-XVIII-lea,  moșia Voroveni devine proprietatea familiei Conțescu.
Secolul următor,  s-a întocmit zapisul de împărțire între Ioniță Conțescu și sora sa vitregă, Dobra, fiecăruia revenindu-i câte o jumătate.

#### Conțești
Prima mărturie scrisă despre existența satului Conțești  este același hrisov semnat la 3 mai 1583 de Mihnea Turcitul, domnul Țării Românești despre care s-a vorbit la atestarea satului Davidești.
În secolul următor, sunt semnate mai multe documente de recunoaștere a unor acte de proprietate.  Gheorghe Rudeanu logofăt, unchi al doamnei Stanca, soția lui Mihai Viteazul, a avut un fiu Ioan ajuns și el mare logofăt.  Cei patru băieți ai lui, Teodosie, Tudor, Pârvu și Ștefan au stăpânit satul Conțești. Între Teodosie și frații săi a intervenit un schimb de moșii recunoscut la  8 mai 1628 de către domnitorul  Alexandru vodă  Iliaș. Această familie importantă din Țara Românească l-a dat în secolul următor pe Teofil Rudeanu,  mitropolit al Țării Românești. 
Alte documente de secol XVII  în care apare denumirea Conțești, sunt, printre altele: 14 iunie 1632 când Leon vodă Tomșa le recunoaște lui Vlaicu logofăt din Conțești și soției sale, Stana, dreptul de proprietate  asupra unei moșii din satul respectiv ; 9 martie 1667, când copiii Trandafiroaiei din Conțești îi vând lui Apostol din Pitești un răzor de vie.
Și în secolul al-XVIII-lea, actele de vânzare-cumpărare sunt o dovadă a existenței satului Conțești: Mihai Călinescu și-a vândut moșia din această localitate la 5  februarie 1750  lui Iorga din Câmpulung. Moșia de la Conțești trece ulterior în posesia fiului lui Iorga, Ioniță zis Conțescu. Urmașii acestuia își caută dreptatea  în fața legii cu diverse ocazii privind dreptul de proprietate.

#### Davidești
La 3 mai 1583, domnitorul  Mihnea Turcitul consfințește printr-un hrisov domnesc proprietatea lui Radoslov și a fiilor săi, Neagoe și Radu,  asupra unor terenuri din Davidești și Conțești.
Un alt document din secolul al XVI-lea unde apare numele satului Davidești este hrisovul din 18 octombrie 1585 când același domnitor, Mihnea Turcitul a recunoscut stăpânirea în satul Bratia pentru Bunul din Davidești și Mihnea din Dărmănești, ca urmare a  zestrei primită de la soțiile lor, Drăgușca și Marina.
Documentele secolului al-XVII-lea atestă că printre boierii jurători care erau chemați prin răvașe domnești fie să măsoare delnițe (suprafețe de teren) fie să depună mărturie, în diferite acte de judecată, se aflau și locuitori din Davidești .
Ca martori necesari hotărârii domnitorului Radu Șerban  voievod și consfințită prin hrisovul din 25 noiembrie 1608, prin care întărește pe jupânița Dobra cu ocină (pământ stăpânit ereditar) în Tămășești și Negreni din județul Muscel figurează și Cristian și Oprea din Davidești.
Moșnenii din Davidești care fuseseră obligați ani în șir să meargă la divanuri domnești pentru a-și căuta dreptatea întrucât vecinii din satul Brătulești le încălcaseră hotarul, ajung în anul 1644 la domnitorul Matei Basarab. Acesta, prin hrisovul din 8 februarie, restabilește satului Davidești dreptul de proprietate asupra unor ocine și  hotărăște pedepsirea satului Brătulești prin plata numită grivnă domnească.
Cu această ocazie, se stabilesc hotarele Davideștiului și se face precizarea că această moșie este bătrână  ...încă mai dinainte de vreme, din zilele altor domni bătrâni, de demult. 
În secolul următor, se pune accentul pe stabilirea  părților de suprafețe din proprietatea devălmașe, pe legalitatea hotărniciilor și pe vânzările din proprietatea obștească.
Un exemplu de hotărnicie este cea din  25 mai 1709, când domnitorul țării cere ca boierii numiți în acest sens să stabilească  limitele proprietății paharnicului Barbu Merișanu de cea a lui Enache Davidescu și a altor vecini.
În urma acumulărilor materiale, unii moșneni din Davidești cumpără proprietăți în satul alăturat, Bârzești. Prin zapisul (dovadă scrisă) din 25 mai 1764, mai mulți moșneni din Bîrzești i-au vândut preotului Radu și fratelui său, diaconul Enache din Davidești tot hotarul nostru de moșie din partea  de apus de Argeșel, prețul fiind de 152 de taleri.
Aceeași Popa Radu și fratele său, diaconul Enache din Davidești cumpără cu  60 de taleri la 30 martie 1772 de la Ion și de la fratele său, Dumitrașcu din Bârzești o suprafață de teren.
O altă dovadă a menționării satului Davidești în documente, a apărut la sfârșitul secolului al-XVIII-lea, când Constantin portar și Mihai Fălcoianu șertar au trimis un raport domnitorului țării din care rezulta că Radu Lăzărescu din Davidești a făcut o jalbă împotriva egumenului Partenie de la mănăstirea Valea pentru că acesta din urmă era împotriva răscumpărării moșiei Lăzărești-Moșteni de către jăluitori.
În  secolul al-XIX-lea, săteanul Ion din Rădești se plânge ispravnicilor (conducători ai județului) în anul 1805 la 12 septembrie, împotriva preotului Tănase din Davidești care culesese rodul a 60 de pruni pe care Ion îi sădise și pe care îi avea în proprietate. Popa Tănase a fost obligat să plătească prunele pe care și le însușise.

## Activități generatoare de profit

### Generalități
Cu sute de ani înainte, țăranii lucrau marile suprafețe de teren existent cu mijloace rudimentare, plug de lemn, ulterior de fier și cu  tracțiune animală, motiv pentru care productivitatea era scăzută.
Populația crescând constant, a fost nevoie de defrișări pentru a putea extinde suprafețele agricole.
Cereala de bază era meiul, necesar pentru prepararea mămăligii. Meiul a început să fie treptat înlocuit cu porumbul începând cu secolul al-XVIII-lea. Grâul a fost prezent pe suprafețe mici din cauza condițiilor de sol neprielnice, dar cea mai mare suprafață lucrată era cu fân.
Din datele existente pe anul 1838, la Davidești, 621 de pogoane erau lucrate de 125 de țărani, la Conțești 565 de pogoane lucrate de 55 de țărani, iar la Voroveni pentru 299 de pogoane trudeau  63 de persoane.
Plantele tehnice, inul și cânepa erau cultivate pentru industria casnică deoarece obiectele de îmbrăcăminte erau preponderent realizate de către gospodine, în casă. Pânza rezultată, țesută în război în timpul iernii era un material foarte rezistent.
O îndeletnicire specială a fost viticultura. Cel mai vechi document care atestă acest lucru este un act de vânzare-cumpărare al unui răzor de vie, datat  1667. Din Catagrafia anului 1838 reținem că la Conțești un proprietar, Dincă Conțescu, avea 8 pogoane de vie. 

### Creșterea animalelor
Necesare pentru hrană și schimburi economice, animalele au crescut ca număr, odată cu creșterea populației. În anul 1838 la Davidești existau pentru 130 de familii, 133 vaci, 210 boi, 252 capre și 57 cai. În anul 1890,  810 familii întrețineau 181 vaci, 250 boi, 352 capre, 22  cai.  Se observă că animale preferate de țărani pentru că erau ușor de întreținut erau caprele. În ceea ce privește vacile, boii și caii, aceste animale se foloseau și pentru  tracțiune. 

### Pomicultura
Terenurile în pantă și terasele din lunca Argeșelului aparținând comunei Davidești, potențate de  condițiile naturale de relief, climă și sol au fost favorabile pentru cultura pomilor fructiferi. Preferat a fost prunul, utilizat mai ales la fabricarea țuicii și ca aliment pentru perioada rece, după uscare.
Au mai fost cultivate  mărul, părul și prunul. O parte din locuitori se ocupau cu apicultura și sericicultura. Numărul stupilor de albine era în anul 1838 de 51, iar în anul 1890 de 85. La vremea respectivă, stupii erau confecționați din trunchiuri de copaci care aveau scorburi, fără rame, ceea ce se reflecta în producția mică. În perioada comunistă, apicultura s-a modernizat și au apărut stupii sistematici cu rame și caturi.
Obținerea firului de borangic era o tehnică importantă care s-a transmis de la mamă la fiică și a fost reglementată odată cu Legea pentru comunele urbane și rurale din anul 1864.

### Meșteșugurile
Cei mai vechi meșteșugari despre care s-a pomenit indirect în documente încă din secolul al XVII-lea au fost morarii și dulgherii ca urmare a specificării existenței morilor de pe Valea Argeșelului, la Davidești și Conțești.
Către sfârșitul secolului al-XIX-lea, au fost angajați  muncitori forestieri, deoarece necesarul de material lemnos era în creștere, astfel încât  Ștefan Periețeanu-Buzău proprietarul moșiei și pădurii Conțești, a construit o cale ferată de 7 km între gară și  locul de exploatare ca și o moară și un ferăstrău cu aburi.
În perioada comunistă, întreprinderile de stat din Stâlpeni, Colibași, Pitești și Câmpulung au angajat numeroși locuitori din satele comunei Davidești.

### Comerțul
Comerțul s-a practicat pentru îmbunătățirea situației economice a locuitorilor. Ei vindeau sau schimbau surplusul pentru procurarea celor necesare traiului.
Acest lucru era posibil și datorită organizării la Pitești a târgurilor săptămânale și anuale, ca și a celor din satele și județele învecinate.
Davideștiul organiza un târg de Ispas (Înălțarea la cer a Domnului) cu ocazia hramului bisericii vechi și un  târg de Sf. Dumitru (26 octombrie). La Conțești se organiza târgul de Sf. Petru (29 iunie). Se vindeau produse ca: lemn de foc, butoaie, putini, putinee pentru unt, lați pentru garduri, piei de animale, cojoace, lână, țuică, fructe, animale.
Pentru a putea să-și rezolve problemele financiare, țăranii au început să se împrumute la băncile din comună, prima înființată la 1 ianuarie 1901 sub numele de Banca Populară Argeșelul, în Davidești. După  numai 4 ani, banca avea un capital subscris de 15 330 lei și 163 de membri.
Aceasta a fuzionat mai târziu cu Banca Populară Davidești (1905 – 1938) devenind Banca Populară "Frăția" care a lăsat  locul Băncii Populare "Stejarul" (1948-1973), după această perioadă  unindu-se cu Banca Populară Boteni.
Conțeștiul a avut Banca Populară de Credit și Economie cu începere din anul 1916 și un capital de 16 750 lei. Satul Voroveni și-a ajutat sătenii prin Banca Populară care a luat ființă în anul 1931.

## Permanențe ale vieții spirituale

### Învățământul

#### Secolul XVI
Primul document păstrat până astăzi scris în limba română, dar cu caractere chirilice, aparține unui locuitor al orașului Câmpulung, Neacșu,  datat 1521.
Acest fapt indică existența învățământului în zonă, la începutul secolului al XVI-lea.
Din mai multe documente, am reținut numele lui Șerb ot Voroveni. El a fost amintit  într-un hrisov din 23 iulie 1512-1513 și în alte hrisoave din mai 1531 respectiv 1533.
Lucrătorii la vamă, boierii hotarnici și oamenii buni și bătrâni care erau martori aveau nevoie să scrie și să citească.

#### Secolul XVII
În secolul următor, numărul oamenilor cu știință de carte este în creștere. Atât în administrația județului cât și la curtea domnească au existat slujbași din aceste sate.
Un exemplu este documentul de vânzare-cumpărare, semnat în 15 decembrie 1608, care menționează în partea finală că la această vânzare au fost mulți oameni buni și aldămășari, însă din Davidești, Cârstian și Oprea. 
Într-un  document din  8 mai 1623, Stancul  logofăt din Davidești este trecut printre  ctitorii mănăstirii Valea din Muscel.
În hrisovul din 29 noiembrie 1623 semnat de Alexandru Coconul voievod, apare numele lui Vlaicu logofăt din Conțești, ajuns mai târziu vornic; după călugărie semna Varlaam călugăr ot Conțești.
Davidești, Conțești și Voroveni au avut oameni care se instruiseră încă din a doua jumătate a secolului al-XV-lea la Voroveni și din a doua jumătate a secolului al-XVI-lea la Davidești și Conțești.
De interes pentru dezvoltarea învățământului în zonă este existența Școlii Obștești de la Câmpulung care a luat ființă în anul 1669.

#### Secolul XVIII
Un zapis din Davidești, datat  25 mai 1764, redactat de către Radu dascălul, presupune și existența școlii unde își desfășura activitatea semnatarul.

#### Secolul XIX
Cărțile folosite în  secolul al XIX-lea pentru învățarea cititului erau  Ceaslovul și Psaltirea.
Regulamentul organic a hotărât înființarea școlilor doar în orașele reședință de județ cu începere din anul 1832, deci nu și școlarizarea copiilor de la sate. Începând cu anul 1834, învățământul sătesc era lăsat în seama țârcovnicilor (cântăreții din biserică).
În ciuda numeroaselor probleme de ordin social, printre care dorința boierilor ca țăranii să nu se instruiască, aceștia și-au dorit mereu să aibă în familiile lor știutori de carte, motiv pentru care au folosit toate posibilitățile, pe lângă biserică ori în familie, învățând unul de la altul.
Revoluția de la 1848 a adus noutăți în organizarea învățământului sătesc dar care presupunea și  asigurarea de condiții: clădire, manuale,  mobilier, pregătirea și plata profesorilor etc.
Profesorii de la școlile din orașe au avut misiunea de a pregăti învățătorii pentru școlile sătești. Cu începere din anul 1838, școala publică din reședința județului a devenit școală normală așa cum s-a întâmplat și la Câmpulung. Pentru a o putea urma, candidații erau aleși de către comunitate, săteni, proprietari și arendași.
Din listele întocmite de către profesorul școlii normale din Câmpulung, s-au păstrat numele primilor învățători ai satelor din Muscel:  Davidești, Iordăchescu Ioan, 28 ani, numit la 8 septembrie 1838; Conțești, Conțescu Toma, numit la 6 septembrie 1838; Voroveni, Răduleț Ghiță, 23 ani, numit la 1 iunie 1840.
Pregătirea învățătorilor se desfășura între 2 și 4 ani și avea loc în perioada muncilor agricole, când școlile sătești erau închise deoarece elevii își ajutau părinții.
Localurile pentru școală și pentru învățători, se presupunea că vor fi construite prin donații de la  moșieri. Dar realitatea a demonstrat că țăranii înșiși au susținut construcțiile.
În comparație cu modelul propus de Eforia Școalelor, care îndruma satele cu populație de peste 300 de familii să construiască un local cu o sală mare suficientă pentru 240 de elevi și două camere pentru învățători, fără să țină cont de pauperitatea părinților incapabili de a-și îmbrăca și încălța copiii de vârstă școlară, comunitatea din Davidești a construit un local de 14 m lungime și 9 m lățime, cea din Conțești un local format dintr-o cameră de 11 m lungime și de 7 m lățime, iar satul Voroveni avea școala într-o cameră de 10 m lungime și 7 m lățime. Materialul de construcție utilizat era gardul de nuiele de alun sau de anin.
Sistemul lancasterian, care era utilizat atunci în școală presupunea existența unei mese acoperită cu nisip, așezată în față pe care exersau cu un bețișor începătorii, și  a unor bănci  lungi pentru 8-10 elevi. Mobilierul era completat cu o tablă mare, una mică, și cu semicercuri de fier sau lemn pe pereți.
Manualele necesare atât învățătorilor cât și școlarilor de la țară au fost tipărite în tipografia Colegiului Sf. Sava din București.
Modelele de scriere care trebuiau învățate într-o lună se aflau în fața băncilor, pe table, elevii mergeau în banca următoare doar când acumulau cunoștințele respective. După absolvirea cunoștințelor din ultima bancă a primei clase, de exemplu,  se trecea în clasa următoare, a doua.
Învățătorul unei plase care avea numărul cel mai mare de familii era numit supervizor și avea rolul de îndrumare și control pentru școlile de la sate, iar școala unde preda el devenea  școală preparandă , care avea rol de centru metodic. Profesorul școlii normale primea raportul lunar din partea supervizorului.
Din cauza salariului mic ( 2 lei pe an de familie, care uneori nu erau achitați, iar din partea satului  2 kg de bucate )  cu începere din anul 1843  învățătorii erau numiți  la sat doar după ce dădeau declarație că rămâneau cel puțin 5 ani la acea școală.
Pe lângă slaba salarizare, aveau loc destule abuzuri săvârșite de proprietari sau de arendași asupra învățătorilor. Totuși, învățătorii din Davidești ca și ceilalți din țară au continuat să predea în ciuda dificultăților.
O altă caracteristică a învățământului în țările române pentru acea perioadă, era aceea că în timp ce pentru băieți, învățământul era egal inclusiv pentru țigani, fetele nu erau primite la școlară.
Cu toată activitatea de pionierat în domeniul învățământului, Aaron Florian și August Treboniu Laurian ca revizori, au insistat pentru  învățătura metodică, prin eliminarea învățării mecanice, aplicarea  metodei conversației și predarea în mod gradat.
În timpul lor liber, învățătorii ajutau țăranii să înțeleagă schimbările sociale și politice care aveau loc în țară explicându-le de exemplu Constituția de la 1848 sau făcând  pentru ei lecturi din gazeta satului.
Deoarece învățătorii au fost considerați instigatori, școlile au fost toate închise după înăbușirea revoluției, dar redeschiderea lor s-a făcut în două etape: la orașe la începutul anului 1851 iar la satele cu cel puțin 100 de familii în anul 1854.
Către sfârșitul secolului XIX, la Conțești și Davidești se aflau  localuri de școală ruinate.
În anul 1860  un  fost comisar de propagandă în timpul revoluției, Ioan D. Petrescu a fost numit revizor al școlilor din județul Muscel, funcție în care a publicat Învățătorul comunal în cuprinsul căruia a inserat norme de conduită pentru învățători.
Copiii mergeau la școală între 7 și 15 ani ani, cei care depășeau 7 ani stăteau în bănci separate.
Se aplicau pedepse ca: note mici, mustrare în clasă, șederea în picioare sau arestul pentru câteva ore dacă elevul absenta nejustificat, nu respecta regulile de igienă, nu-și făcea temele, ori se purta urât.
Din anul 1838 de la apariție, până în anul 1864, învățământul sătesc nu a avut legislație. După numirea lui Alexandru Ioan Cuza ca domnitor al Principatelor Române (1859), în anul 1864 a apărut legea învățământului care prevedea obligativitatea și gratuitatea lui pentru toți copiii țării, atât băieți, cât și fete. Învățătorul avea să-și primească plata de la stat,  iar localul, mobilierul și încălzirea școlii trebuiau asigurate de către comună.

#### Școala din Davidești
În anul 1870, Davideștiul avea pentru 50 de băieți și 17 fete un local nou de școală, construit din paiantă de către localnici.
În anul 1904 s-a construit un local de școală mult mai temeinic, cu temelie de zid și cărămidă, pe locul în care se află actuala școală.
Rezultatele învățământului gratuit nu s-au lăsat așteptate, până la primul război mondial școala din Davidești  a instruit generații de elevi din rândul cărora s-au format medici, juriști, profesori și învățători, ofițeri, preoți.
În anul 1935, școala a fost demolată, următoarea fiind construită în imediata apropiere și inaugurată  în anul 1938. Pentru această realizare s-au folosit atât fondurile statului cât și ale localnicilor.
Unitatea avea 4 săli de clasă dintre care una a fost utilizată pentru lucrări practice și cantină pentru elevii săraci, o cancelarie și un pridvor larg.

#### Școala din Conțești
Primul local de școală  din Conțești a ființat până în anul 1889, când s-a hotărât apariția unui  nou local. Construcția a fost finanțată atât de către locuitori cât și de către  proprietarul moșiei, Ștefan Periețeanu. Următoarea școală a apărut în anul 1907 și a fost prima din cărămidă. Un nou local a fost construit între 1936-1937.
Ca număr de știutori de carte, în anul 1890 la Conțești erau 175, dintre care 145 bărbați și 30 de femei.

#### Școala din Voroveni
Deoarece școala din Voroveni  era ruinată la sfârșitul secolului al-XIX-lea și elevii obligați să frecventeze școala din satul Bârzești,  în anul 1873 s-a construit alt local, modest, din nuiele având o singură sală unde își desfășura activitatea și primăria.
A urmat un altul, inaugurat în anul 1910, succedat de cel din anul  1936 care avea 2 săli de clasă.

### Biserica

#### Biserica din Voroveni
Întrucât într-un  hrisov al domnitorului  Alexandru Mircea datat 15 iulie 1572 se amintea printre martori și Popa Stanciu, satul avea cu siguranță și o biserică. Aceasta a avut continuitate întrucât într-un alt hrisov, din 8 noiembrie 1635, un alt preot numit Paraschiva din Voroveni semna ca martor.
Catagrafia din anul 1810 menționează că în Voroveni exista o biserică de lemn care deservea  49 de familii cu 252 de persoane avându-l ca preot pe popa Tănase. Zidirea unei noi biserici în acest sat a început în anul 1934 s-a putut termina abia în anul 1959 și este împodobită cu pictura  semnată de Vasile Blendea.

#### Biserica din Conțești
Conțeștiul a avut prima biserică în secolul al-XVIII-lea deoarece catagrafia din anul 1810 o numără printre bisericile vechi din lemn necesară pentru cultul celor  217 localnici. Pe același loc a fost construită o altă biserică în anul 1897 cu participarea financiară a proprietarilor Ștefan Periețeanu și Sache Nicolau cărora li s-au alăturat 23 de locuitori. Biserica a fost pictată de Gheorghe Popescu (de introdus fotografii de la mine și informații din carte)  .

#### Biserica din Davidești
Biserica din Davidești. În centrul vechi al Davideștiului, pe locul numit  Poiana Târgului a existat cea mai veche biserică a satului construită din lemn.
În anul 1794 a fost inaugurată prima biserică de zid din această comună. Construcția este în stil bizantin cu grosimea de 0,80 m, lungimea de 16 m, lățimea de 6 m din cărămidă arsă și bolovani de râu iar acoperișul din șiță. Sfințirea s-a făcut după  zugrăvirea din 1832. Lăcașul de cult a fost declarat monument istoric în anul 1974. El a fost mărit în anul 1900 când pe latura din vest i s-a alăturat un amvon din lemn acoperit cu șiță.
Astăzi serviciul religios se desfășoară la biserica Sfinții Constantin și Elena care a fost construită din cărămidă între anii 1872-1873, în noul centru civic al satului.    
În ceea ce-i privește pe preoți, Catagrafia din anul 1810 arată că  sunt buni, învățați, cântăreți, fără patima beției. Preotul, secole de-a rândul a fost  important în viața comunității  ca slujbaș al statului, deoarece fiind știutor de carte participa la stabilirea hotarelor  iar în tensiunile dintre săteni împărțiea dreptatea.

### Tradiția în arta populară

#### Arhitectura populară
Arhitectura populară structurează în  etape construcția locuințelor: înainte de 1860 casele foarte vechi, până la 1890 casele vechi, până în 1920 case cu o vechime mijlocie, case construite  între 1920-1950  și case noi, după această dată.
Casele foarte vechi aveau temelie din bolovani uniți cu mortar, îngropată la 30-60 cm la care se adăuga 1 m deasupra terenului, fiind caracteristice  moșnenilor. Casa era joasă, cu pereții din vârghii sau paiantă, cu prispa alcătuită dintr-o singură cameră uneori cu două, cu o tindă la fațadă prin care se făcea intrarea în casă, camerele aveau 2 ferestre mici iar acoperișul era din șiță. Fumul din pod ieșea printr-o gaură numită cucă.
Casa veche, caracteristică sătenilor clăcași era așezată pe tălpi de stejar puse pe pământ care aveau grosimea de până la 30 cm, și purtau numele de  temee.
Planul noilor case cuprindea 2 încăperi cu intrarea la fațadă, una dintre camere era folosită pentru locuit și bucătărie, iar cea de a doua era păstrată ca o cameră pentru oaspeți. În fața camerelor, prispa, mărginită de o balustradă de lemn era considerată  și ca o legătură între cele 2 camere.
Case mai încăpătoare, cu 2 nivele se construiesc din a doua jumătate a secolului al-XX-lea. La început, aveau la parter o pivniță largă, redusă treptat de la tot dedesubtul casei până la un mic depozit, restul fiind o cameră transformată ulterior în bucătărie.  În afară de această bucătărie, vara se mai folosea încă una construită special pentru această activitate.
Acoperișul caselor este tradițional în patru ape. Podul  se folosește și astăzi pentru afumatul șuncilor și a cărnii de porc, dar și pentru păstrarea preparatelor din carne de porc, cârnați.
Specifică locuinței de secol XIX este decorarea tencuielii peretelui de la fațadă și uneori foișorul (terasă acoperită, ridicată câțiva metri deasupra pământului). Foișorul era adăugat caselor păturii înstărite a țărănimii și uneori avea un pat sau o laviță pentru dormit.
Polata, construită inițial din paiantă,  apoi din lemn, ulterior din cărămidă, este o componentă versatilă la casa țărănească. Ea adăpostește  magazia pentru depozitarea diferitelor unelte sau obiecte casnice dar și butiile cu prune pentru țuică iar uneori căruța sau trăsura.
Muzeul Viticulturii și Pomiculturii de la Golești a expus în aer liber o casă din Davidești ca fiind reprezentativă pentru casele tradiționale țărănești de la finele secolului al- XIX-lea.
În secolul al-XX-lea au  început să se construiască în curte una sau două  camere necesare  ca și bucătărie de vară, unde, adesea se retrag la bătrânețe ambii părinți.
Grajdul pentru vite avea uneori deasupra fânăria, care nu era închisă, pentru ca nutrețul să se poată usca. Hrana animalelor era aruncată  din fânar direct în ieslea din grajd printr-o gaură în podea.
Povarna era utilizată pentru adăpostirea cazanului sau alambicului necesare obținerii țuicii.
Povernele au fost scoase în afara legii odată cu apariția Cooperativelor Agricole de Producție (după 1955), care au preluat cazanele și alambicurile de la populație. După schimbările politice din anul 1990 și desființarea C.A.P.-urilor, vechii proprietari au recuperat aceste obiecte.
Prunele grase erau folosite pentru hrană sau pentru vânzare, obținute fiind prin uscare într-un spațiu existent în aproape toate gospodăriile țărănești, numit uscătorie.
Această cameră cuprindea un cuptor de cărămidă arsă peste care se așezau câte șase gratii suprapuse acoperite de o plasă din răchită împletită pe care se așezau prunele. Uscatul prunelor  și supravegherea focului erau necesare 24 de ore pe zi pentru ca prunele să nu se ardă. Între gospodării existau garduri construite din ulucă și lați, care în ultimul timp sunt din prefabricate din beton sau din fier forjat montate pe temelie de beton .Gardul în fața casei era văruit în alb ca și pomii plantați paralel cu șoseaua. O băncuță aflată în fața casei era utilizată în special de bătrâni pentru  odihnă și socializare. Dacă până acum câțiva zeci de ani,  porțile duble din ulucă se foloseau doar pentru  intrarea căruțelor cu fân, astăzi porțile sunt din fier forjat, iar autovehiculele sunt adăpostite în garaje.

#### Portul popular
Caracteristice pentru acoperirea capului la femei au fost broboada din lână fină de culoare neagră utilizată în special iarna, basmaua din mătase colorată pentru celelalte anotimpuri și marama făcută din borangic pentru evenimente speciale.
Pentru corp,  țărăncile foloseau ie, fotă și poale. Ia este cămașa tradițională feminină bogat ornamentată cu motive florale sau geometrice. Înainte de existența bumbacului, pânza necesară iilor se  confecționa în casă, pe timpul iernii, din fire de cânepă sau in. Fiecare femeie păstra cu strășnicie secretul modelelor pe care le executa,  din dorința ca ele să rămână unice.
Fota se confecționa tot în casă dintr-o singură bucată de stofă având ornamente asemănătoare cu cele de pe ie și poale.
Poalele, și ele rodul muncii gospodinelor, se făceau dintr-o pânză inferioară calitativ și doar la capăt li se adăuga o pânză de aproximativ 15 cm lățime din același material cu ia și care avea același motiv floral sau geometric.
Femeile care proveneau din familii cu posibilități materiale primeau ca dotă la căsătorie salbe din monede de aur pe care le transmiteau copiilor.
Atât femeile cât și bărbații foloseau vara un fel de papuci din postav gros și negru sau albastru închis, cu talpa tot din postav, numiți scarpeți. Se mai utilizau vara opincile din piele de porc,  iar cele din bovină, iarna.
Pentru a-și acoperi capul, bărbații purtau  vara  pălărie de culoare neagră cu bandă neagră de mătase pe margine. La evenimente speciale, cum sunt  sărbătorile, persoanele înstărite și intelectualii purtau pălărie de fetru.
Cămașa bărbătească cu ornamente cusute în culorile roșu, negru sau galben și aplicate la guler, de-a lungul deschizăturii pieptului, la mâneci și la poale se purta largă în zilele de sărbătoare. Ca lungime, depășea vesta care era dintr-un material gros, numit postav. Culoarea vestei era neagră, se închidea la gât și avea două șiruri de nasturi dintre care unul era ca ornament. Pantalonii, care se mai numeau și  cioareci se confecționau din postav sau din dimie.
Ca și femeile care-și prindeau fotele cu bete, și bărbații utilizau tot bete pentru prinderea pantalonului de șold. Câteodată,  în locul lor, pantalonul era prins de corp prin chimirul confecționat  din piele de bovină cu lățime de 10-15 cm. Chimirul mai avea o funcție, aceea de a păstra monedele, amnarul și iasca.
Iarna, bărbații purtau  mintean din dimie și palton, care, uneori la guler avea și blăniță de miel. Foarte căutate atât pentru bărbați cât și pentru femei erau cojoacele care se  confecționau din blană de oaie chiar la meșteșugarii din  localitate.

### Cultura
La sfârșitul secolului al-XIX-lea în ciuda existenței școlilor în toate cele trei sate ale comunei Davidești care avea 810 locuitori, alfabetizați erau doar 26,91 % dintre ei, majoritatea bărbați.
Când la conducerea Ministerului Instrucțiunii a fost numit Spiru Haret,  matematician și pedagog care a organizat învățământul modern românesc, el a fost interesat și de ridicarea nivelului de cultură al poporului. Așa au apărut școlile și cursurile pentru adulți, șezătorile culturale, conferințele populare, cercurile culturale, bibliotecile populare, toate având la bază activitatea învățătorilor.
Pentru aceste schimbări necesare, a fost nevoie de mai multe legi: cea din 1896 pentru înființarea facultativă la sate a școlilor de adulți, cea din 1901, care stabilea obligativitatea pentru învățători de a ține conferințe cu caracter practic pentru săteni, duminica și în fine, legea din anul 1924  prin care frecventarea școlilor de adulți era obligatorie și gratuită. Curând, criza economică începută în anul 1929  a condus la  desființarea lor. După cel de-al doilea război mondial, România avea  4 milioane de analfabeți.
Șezătorile culturale, preferate de femei, se desfășurau în sezonul rece când țăranii nu aveau activități agricole. Aceste întâlniri aveau loc ori la școală ori la domiciliul unui sătean. Cercurile culturale ale învățătorilor au contribuit la dezvoltarea culturală a maselor țărănești prin organizarea o dată pe lună a întâlnirii învățătorilor când avea loc o lecție model  urmată după-amiaza de o conferință publică susținută de  specialiști invitați și serbarea dată de elevi.
Numărul acestor cercuri a crescut de la an la an în toată țara, județul Muscel având în anul 1903, 14 cercuri culturale, iar în anul 1913, 20.
Învățătorii au fost considerați instigatori ca urmare a răscoalei din anul 1907, așa cum se întâmplase și la Revoluția din anul 1848, motiv pentru care cercurile culturale au fost desființate. Ele au renăscut odată cu Legea instrucțiunii din anul 1924 când activitatea lor a fost diversificată.
Toată această efervescență culturală a fost posibilă și datorită existenței  bibliotecilor populare, multe dintre ele apărute cu sprijinul  Casei Școalelor, instituție de cultură populară unde Alexandru Vlahuță, George Coșbuc, Mihail Sadoveanu, Ștefan Octavian Iosif și alți scriitori de marcă redactau cărți necesare conferințelor dar și bibliografii de lucrări utile bibliotecilor sătești.
O altă etapă benefică dezvoltării culturii la sate s-a înregistrat după primul război mondial prin  apariția ateneelor populare dar și a căminelor populare care facilitau accesul populației sătești la cultură.
Căminul Cultural din Davidești  a apărut în anul 1935 iar activitățile sale au urmărit creșterea apetitului pentru cultură pentru toate clasele sociale și pentru toate vârstele.

## Personalități (alfabetic)
Băcanu Constantin Gh. S-a născut la 19 noiembrie 1920 și a urmat Liceul "Dinicu Golescu" din Câmpulung Arhivat în 21 februarie 2020, la Wayback Machine. și Facultatea de medicină din București (1945), unde, după absolvire, a înființat laboratorul de bacteriologie și hematologie. La Institutul Cantacuzino  a activat în secția de vaccin antivariolic între 1948 și 1958, după care în secția de poliomielită până în anul 1961 și  în secția de coci patogeni până în anul 1973. A obținut tilul de Doctor în științe medicale și a înregistrat o laborioasă cercetare științifică în domeniul bolilor SIDA și malarie. Dr. Băcanu Constantin a obținut 2 brevete de inventator și 4 diplome de inovator bazate pe o cazuistică bogată care l-a condus la crearea autovaccinului celulomicrobian total complex, folosit în vindecarea sau ameliorarea paradontozei.
Băcanu Gheorghe S. Născut la 27 martie 1926, a absolvit Liceul "Dinicu Golescu" din Câmpulung Arhivat în 21 februarie 2020, la Wayback Machine.  în anul 1944 și Facultatea de Medicină din Timișoara în anul 1950. A obținut titlul de doctor în medicină în anul 1969 și a ajuns profesor universitar la Clinica de Nutriție și Boli Metabolice  pe care a înființat-o în cadrul Institutului de Medicină din Timișoara.  Dr. Băcanu Gheorghe  a dus o complexă activitate de cercetare științifică, în urma căreia a publicat 250 de articole în reviste de specialitate atât în țară cât și în străinătate, 7 monografii și tratate, a  participat cu comunicări științifice la congrese medicale în Europa și America de Nord.  A fost șef de policlinică, director de spital și rector al Institutului de Medicină din Timișoara (1979-1989).
A semnat inovații pentru Cetotest și pentru Microcomprimate pentru identificarea corpilor cetonici în lichide biologice.
Dr. Băcanu Gheorghe a devenit membru titular al Academiei de Științe Medicale din anul 1993, membru titular al Academiei Oamenilor de Știință din România din anul 1994 și membru al Federației Internaționale de Diabet. 
Ion I. P. Băcanu născut la 4 ianuarie 1919, absolvent al  Colegiului Sf. Sava din București în anul 1939 și al  Facultății de  Drept din București în anul 1943, a fost  avocat, director adjunct în Direcția Studii și Legislație din Ministerul Justiției și șef al Secției Juridice din Secretariatul General al Consiliului de Miniștri (1974-1982).
Autor: Drept comercial Român. Teoria generală a obligațiilor comerciale. Probele. Contractul de vânzare-cumpărare;  Drept comercial român pentru care a primit premiul "Simion Bărnuțiu" al Academiei Române în anul 1996. 
Suceavă N. Ion născut la  9 ianuarie 1938, a fost General de divizie, absolvent al Școlii Medii Tehnice de Cărbuni de la Schitu Golești, al Școlii de Ofițeri a Ministerului de Interne, și al Facultății de drept din Iași, doctor în drept. În  București a avut funcții de comandant al brigăzii de poliție transporturi (1986-1989) și de comandant al Inspectoratului Ministerului de Interne din județul Sibiu. A predat la Academia de Poliție "Alexandru Ioan Cuza" ca profesor universitar.
Este autorul a 27 de cărți: monografii, lucrări de specialitate și beletristică.
Premiul Academiei Române, "Nicolae Titulescu" pentru lucrarea " Tratat de drepturile omului" (1997).
Voicescu N.  Sebastian născut la 9 februarie 1901, a urmat  Școala comercială complementară din Câmpulung Muscel (1916), Școala normală de comerț și contabilitate din Ploiești (1921), Școala superioară de comerț (1923), Academia de științe cooperatiste din București (1927) și a obținut titlul de  doctor în științe economico-financiare și politico-sociale la universitatea din Paris (1932). A funcționat ca director și inspector general (1948-1957) în Ministerul Comerțului și Alimentației.
A realizat în manuscris monografia satului natal.
Voicescu Șt. Sebastian născut la 24 august 1937, a absolvit Școala tehnică sanitară din Sibiu, și Facultatea de Medicină Veterinară din București (1966), devenind doctor în medicină veterinară în anul 1983 și conducător de doctorat din 1995. A predat ca profesor universitar cu începere din anul 1994.
Este autorul a 3 cărți și a 70 de referate științifice.  